# Digonocryptus coloratus
Digonocryptus coloratus là một loài tò vò trong họ Ichneumonidae.